# José Manteca Roger
José Manteca Roger fue un político valenciano, hijo de José Manteca Oria y nieto de Gil Roger Duval, destacados políticos del Partido Liberal valenciano, influyentes en el distrito de Chelva.
Se dedicaba al negocio familiar de tala y el transporte de árboles y las aserradoras de madera. En 1923 fue senador por la provincia de Valencia por el Partido Reformista y en las elecciones de 1931 fue diputado por la provincia de Valencia por el Partido Republicano Liberal Demócrata de Melquíades Álvarez en la coalición republicana con el Partido de Unión Republicana Autonomista.